# Lemmings Revolution
Lemmings Revolution ist ein Denkspiel von Psygnosis. Das Spiel erschien Mai 2000 für Microsoft Windows. Es ist ein Teil der Lemmings-Reihe.

## Spielprinzip
Das wichtigste neue Element in diesem Spiel ist die Änderung des Leveldesigns. Alle Ebenen bestehen nun aus zylindrischen Säulen, sodass die Lemminge im äußersten Bereich in großen Kreisen laufen. Dadurch entstehen im Wesentlichen 2D-Ebenen, die sich einfach von einer Seite zur anderen um einen Zylinder winden. Die Level haben kein Ende mehr links oder rechts, sodass Lemminge bei einem Hindernis an einen Ort zurückkehren können. Auch das Vergrößern und Verkleinern ist in einem Schritt möglich. Im Zoommodus ist es möglich, die Kamera in einem festen Winkel zu bewegen. Alle ursprünglichen acht Fertigkeiten von Lemmings kehren in diesem Spiel mit derselben Verwendung zurück. Ebenfalls aus früheren Spielen stammen die Schnellvorlauftaste und die Option „Alles zerstören“. Auch die Levelstruktur hat sich deutlich verändert. Sobald ein Level abgeschlossen ist, stehen zwei weitere Level zur Verfügung, von denen jedes etwas schwieriger ist als das vorherige. Dadurch entsteht eine hierarchische, dreieckige Struktur, sodass im Verlauf des Spiels immer mehr Level verfügbar werden. Auf diese Weise ist es möglich, bis zur letzten Levelspalte durchzuspielen und dabei einige andere zu überspringen. Insgesamt gibt es 102 Level.

## Rezeption
Lemmings Revolution bekam überwiegend positive Kritiken. Laut GameRankings hat das Spiel eine Punktzahl von 74 %. Kevin Rice von Next Generation sagte: „Als Puzzlespiel, das ziemlich komplex sein kann, ist Lemmings Revolution nicht jedermanns Sache. Fans des Originals werden es jedoch mögen. Ich liebe die Rückkehr zu den Wurzeln des Spiels und Neulinge werden stundenlang Spaß haben.“